# 杨德福
杨德福（1937年—），贵州贵阳人，籍贯四川重庆，中国人民解放军中将。
1996年，授予中国人民解放军中将，1996年1月至1997年11月，任成都军区政治部主任。1997年11月至2000年6月，任成都军区副政治委员。